# 婚配機密

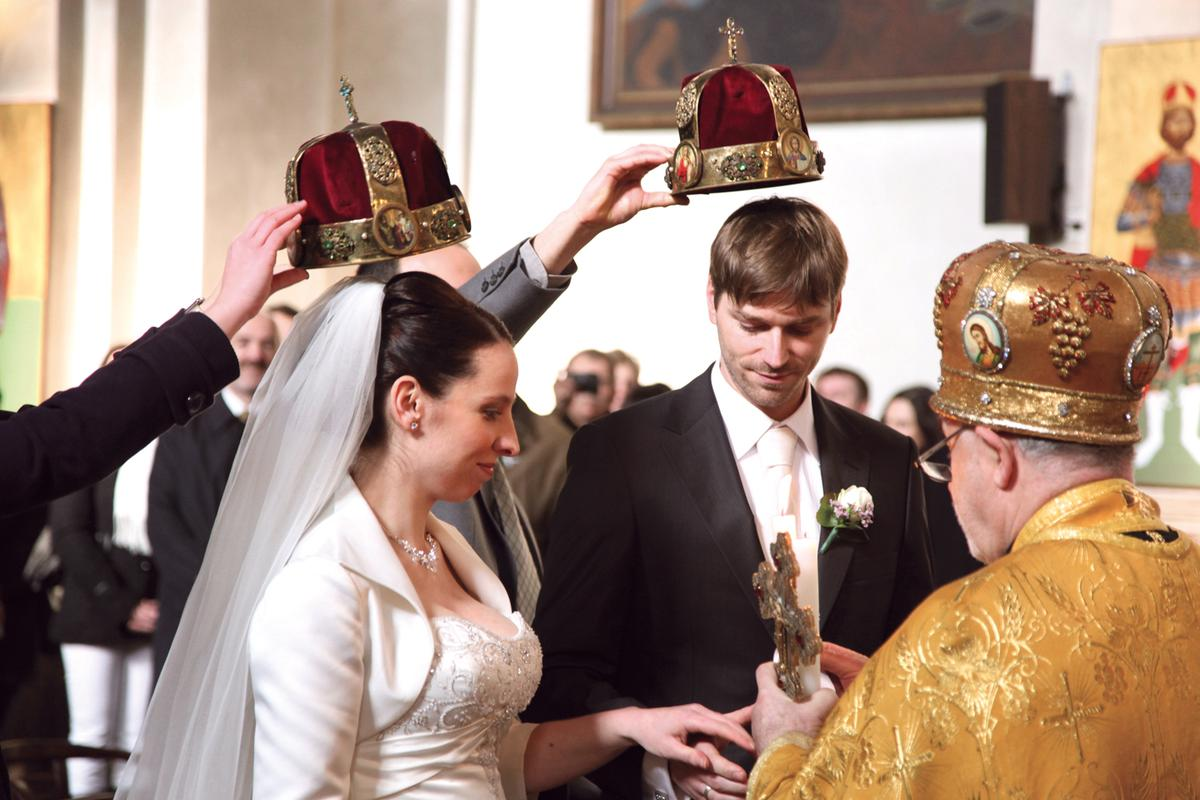
婚配機密が執行されている戴冠礼儀中に撮影された写真。新郎新婦は冠を頭上に掲げられ、ミトラをかぶりフェロンを着用した司祭が、新郎新婦のつながれた手にエピタラヒリを乗せようとしている場面。（プラハ、チェコ共和国）

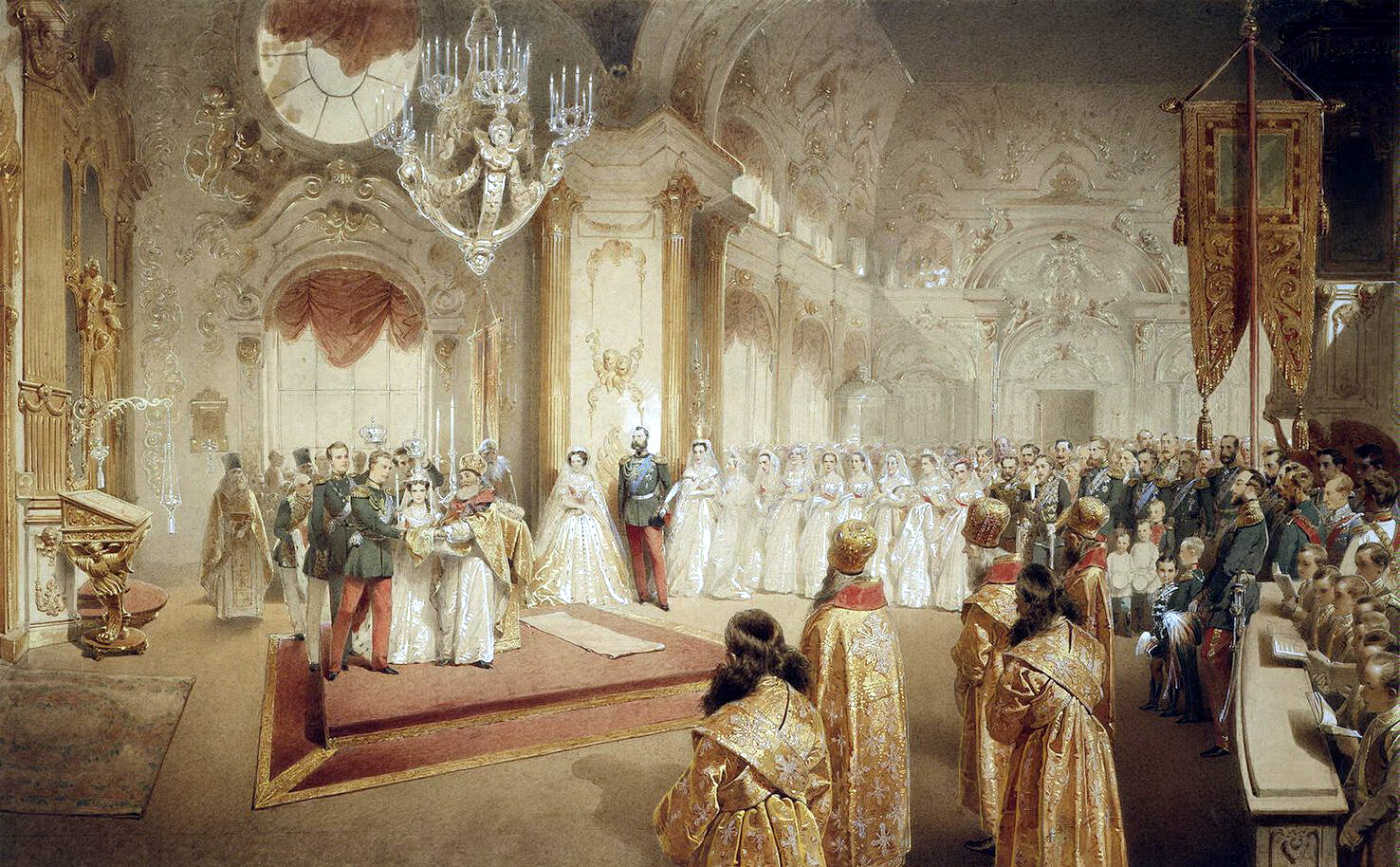
アレクサンドル3世（当時ロシア皇太子）とマリア・フョードロヴナの婚配機密中、戴冠礼儀の中でアナロイの周りを回る皇太子・皇太子妃と司祭を描いた絵画。かつての皇族のみならず、現代の一般の新郎新婦も同様に行う。

婚配機密（こんぱいきみつ、ギリシア語: Γάμος, ロシア語: Брак (венчание), ルーマニア語: Cununie, 英語: Marriage）とは、婚姻（結婚）、および子を生み養育する事を成聖する恩寵が与えられるように祈願する、正教会における機密の一つ。
儀礼・結婚式としては、聘定式（へいていしき）と呼ばれる結婚指輪の交換を中心とする奉神礼と、新郎新婦が戴冠を行う戴冠礼儀（たいかんれいぎ）と呼ばれる奉神礼で構成される。結婚式としての式典については婚配式（こんぱいしき）とも呼ばれる。
正教徒のみが与ることが出来るため、結婚を機会に洗礼もしくは帰正を経て正教徒になる者もいる。婚配機密に正教徒のみが与るのは、正教において結婚と夫婦は、福音によって一体となって生き、ハリストス（キリスト）における永遠の結合となるものとして理解されること、婚配において新しい家庭が正教会という共同体に迎え入れられる意義があることなどが理由として挙げられる。

## 意義

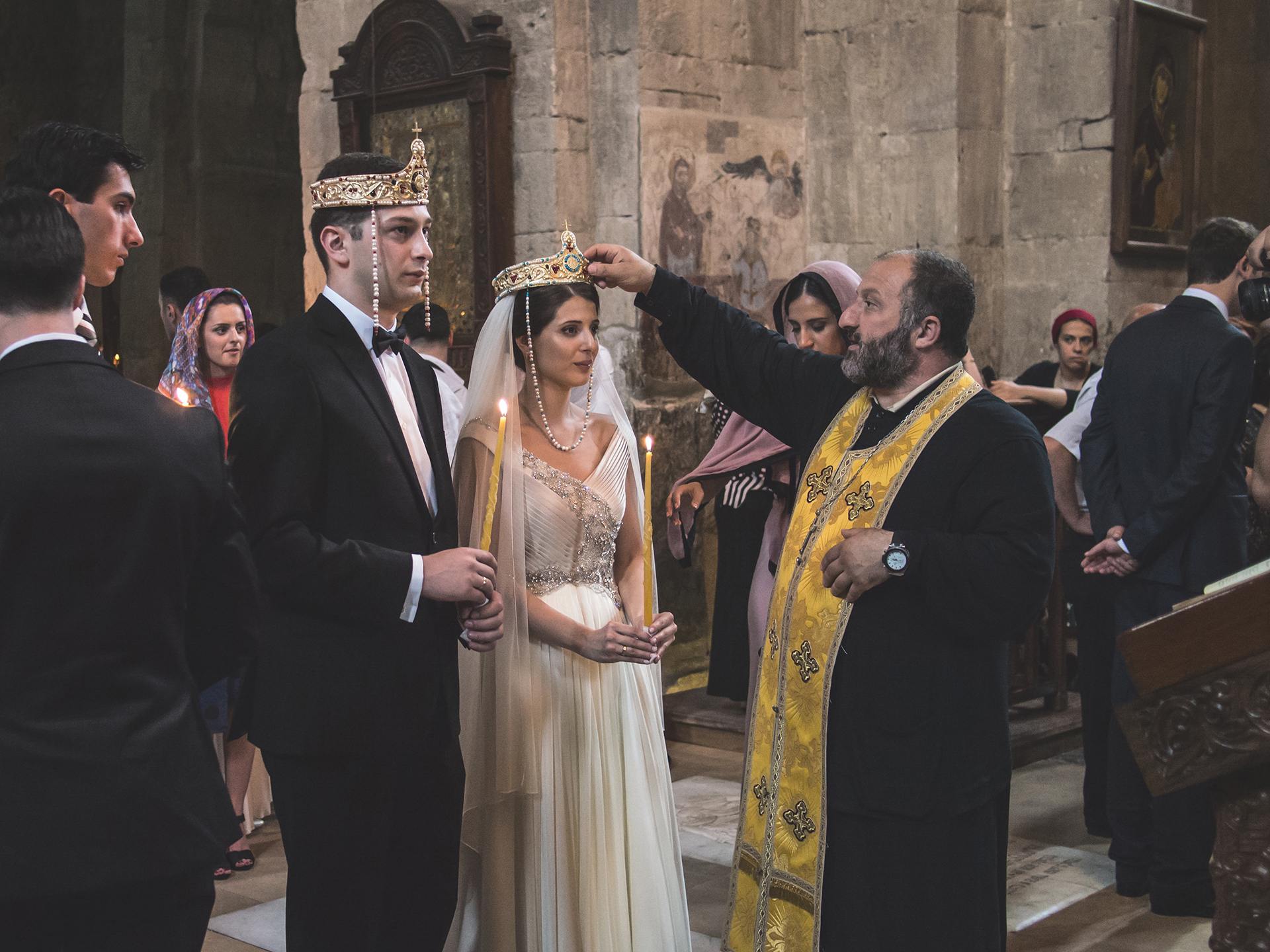
グルジア正教会での婚配機密（ムツヘタ・グルジア）

婚配機密は、婚姻、および子を生み養育する事を成聖する恩寵が与えられるように祈願する正教会の機密である。
洗礼機密・傅膏機密・聖体機密は全ての人々のために設けられたものであり、痛悔機密・聖傅機密は霊・体の病の癒しのために全ての正教徒のために設けられたものである。しかしながらこれらとは異なり、婚配機密・神品機密は、全ての人にとって必要なものでもなければ、遵守すべきものでもない（修道士は結婚しないし、神品とならない男性一般信徒と女性信徒は、神品機密には与らない）。しかし全教会の存続と繁栄に欠かせないものである。
正教において、「キリスト教では婚姻は忌避されるが、『肉欲と言う病への寛大さ』によってのみ『許される』」といった通俗的誤解は否定される。4世紀のパタラの聖メトディオスは、創世記1章28節に「生めよ、増えよ」とあることを引いて、造物主の指示に背いてはならないとし、さらに婚姻および男女の性関係の結果としての出産に神学的根拠を与え、「人が父母を離れ、同時に突然すべてを忘れて愛の抱擁により妻と結ばれ、自ら子の父となるべく、造物主に自らの肋骨を預けて造物の一翼を担うという行為はまったく正しいのである。」「男性が女性の器官に種を植えると、その種が神の創造力の働きを受ける。」と述べた。19世紀ロシア正教会の妻帯司祭、アレクサンドル・イェリチャニノフは、「婚姻とは、完全な人の変容、人格の広がり、新たな視点、新たな人生観、新たな世界への生まれ変わりをもたらすある種の『機密』」だと述べている。

## 神立の所以
婚配機密は正教会における他の機密と同様、神が立てたものとされる。
創世記1:27 - 28に「神乃己の像に從ひて人を造り、神の像に從ひて之を造れり、之を男女に造れり。神彼等を祝して曰へり、生めよ、殖えよ、地に充てよ、之を治めよ、又海の魚と獸と、天空の鳥と、家畜と、全地と、地に葡ふ所の諸の昆蟲とを宰れ。」、創世記2:23 - 24に「アダム曰へり。是れ乃我が骨の骨、我が肉の肉なり、此れは女と名づけられん、男より取られしを以てなり。是の故に人は其父母を離れ、其妻に着きて、二の者一體と爲らん。」とあるが、これらの記述（男女の創造、出産の祝福、一体となる男女の関係の祝福）は、男女の婚配が神の制定によるものであり、男女の婚配が人が神に創造された時に由来するものであるとされる。これらの男女の祝福に係る文言は、人の陥罪以前に起きていることであり、結婚が罪の結果行われるものではないことを示しているとされる。
ノイ（ノア）とその家族が救い出された洪水の後、人類は罪の結果に服する状態にあったが、それでも創世の時のように、神はノイの家族と子孫繁栄を祝福している（創世記9:1）。
モイセイ（モーセ）に与えられた律法においても、婚配の結合を守る条項が設けられている（レビ記20:10、申命記7:14、22:22、28:11）。
男女の愛を歌う雅歌は、聖師父達によって比喩的・神秘的に解釈され続けてきたが、文字通りの意味も失ってはいない。

新約においては、イイスス・ハリストス（イエス・キリスト）が創世記を引用し、夫婦が一体となることに言及している（マトフェイ福音（マタイ福音）19:4 - 6）。またガリラヤのカナにおける婚宴で、水を葡萄酒に変える奇蹟を起こしたと書かれている（イオアン福音（ヨハネ福音）2:1以下）。
神が婚配を定めた理由として正教会では以下が挙げられる。
- 人類を増殖保護するため（神の教会のため子を生み養育することも含まれる）（創世記1:27 - 28）
- 互いに助け合うため（創世記2:18）

人の陥罪の後には、以下の理由が付け加わった。
- 情欲を節制するため（コリンフ（コリント）前書7:1 - 2、7:8 - 9）

以上のように、婚配は自ら聖であり潔いものであるが、陥罪の影響により情欲に溺れた人によってその意義が損なわれたことにより、イイスス・ハリストスは婚配を聖にし高尚にし堅くするため、教会に婚配機密を定めたとされる。

## 儀礼の外形とその意義
婚配機密は、儀礼としては聘定式（へいていしき）と呼ばれる結婚指輪の交換を中心とする奉神礼と、新郎新婦が戴冠を行う戴冠礼儀（たいかんれいぎ）と呼ばれる奉神礼で構成される。
古くは聘定式と戴冠礼儀は日にちを分けて行う別々の式典であったが、現代では同日に連続して合わせて行われるのが一般的である。
なお正教会の婚配機密には、西方教会で一般的な「○○よ（中略）貴方は生涯□□を愛することを誓いますか」といった「誓い」に関する質疑（結婚を新郎新婦の契約と看做す傾向の強いラテン式の見方の反映）は無い。正教会の婚配機密においては、二人の同意は機密の真の中心ではなく、戴冠の意味は、教会におけるハリストス（キリスト）の愛の機密の内に、二人が結ばれることにある。

### 聘定式と結婚指輪

#### 意義
聘定式（へいていしき）は互いに結婚を誓い合う新郎新婦による結婚の契約の儀式である。聖堂の後部（啓蒙所）で行われる。
正教会において、婚約に始まる結婚生活の最終目標は、失われた神との交わりの回復、真の完全への生活改善である。しかし愛による人間性の回復は、神の約束に対する深い信頼なしに不可能である。神への深い信頼は聘定式のテーマの一つである。婚約・結婚は単なる新郎新婦間の法的合意ではなく、神を含む契約である。
これらのことは結婚指輪を象徴としても明らかにされる。

#### 結婚指輪
聘定式において、指輪が右手の薬指に嵌められる。この際、新郎新婦に指輪が嵌められたあと、互いに3回交換される（流れ：嵌める→とる→交換して嵌める→とる→交換して嵌める→とる→交換して嵌める）。
正教会において、結婚指輪は左手の薬指ではなく、右手の薬指に嵌められる。右手には神の力としての象徴的な意味があるとされている。出エジプト記14:26においてモイセイ（モーセ）が紅海の水を呼び寄せた右手の事例が参照される。
正教会の婚配機密における結婚指輪は、通俗的に解されるような「二人の信頼の証」ではなく、人間に対する神の誓の徴である。聘定式中の祈祷文において、旧約聖書の以下に挙げる諸事例が詠み上げられることにもそれが示されている。
- エジプトのファラオから大きな権限を与えられた際にヨセフ（イオシフ）が指輪を受け取ったこと。（創世記41:42）
- 預言者ダニイル（ダニエル）が投げ入れられたライオンの穴に、バビロニア王が自分の指輪で封印したこと。これは苦難の預言者に対する王の誓約であり、神がライオンからダニイルを救うことによって裏書された誠実さを示す。（ダニイル書（ダニエル書）6:17）
- タマルがユダと寝る前に、ユダに求めた指輪。この指輪は、売春婦に対する刑罰からタマルを救う証拠となった。（創世記38:18）
- 放蕩息子のたとえ話で、帰ってきた息子に示された父親の哀憐の徴として与えられた指輪。（ルカ福音15:22）

### 戴冠礼儀

#### 導入
聘定式が終わると、新郎新婦は司祭に伴われて聖堂の後部（啓蒙所）から聖堂の中央（聖所）に進む。この時「我らの神や、光栄は爾に帰す、光栄は爾に帰す」との句を伴って第127聖詠（詩篇第128篇）が歌われる。この聖詠はかつて旧約時代、レビ人が厳粛な祭日に聖所に向かう時に、神殿の階段上で歌われたものであり、人間に与えられた神の祝福、すなわち家庭生活の喜び、幸福、平安をたたえたものである。
新約においてはエルサレムは神の国の象徴であり、新郎新婦の行進も歌も、神の国への入場を象るものである。聘定式で結ばれた結婚の絆が、永遠の関係へと変えられたことが示される。
このあとの箇所に、司祭が「○○や、ここに爾の前にみるこの□□を己の妻（夫）とする、まことにして自由なる望みと堅き決心とをもっておりますか。ほかの女（男）に約束はありませんか。」と、花婿と花嫁に質問する箇所が17世紀以降のスラヴ系正教会の祈祷書に入れられている。

#### 祝文
最初の長い祝文（祈祷文）は、聖書中に登場する夫婦達への言及・聖歴史が多く盛り込まれている。このことは、イイスス・ハリストス（イエス・キリスト）の先祖である聖なる夫婦の交わりの中に、新郎新婦が置かれ、同じような祝福が二人に贈られるように願うものである。また旧約聖書に登場する夫婦達の名だけでなく、神の庇護を記憶する旧約の義人達、および救いと結婚生活の中核をなす十字架に関連する諸聖人の名が挙げられる。

#### 戴冠

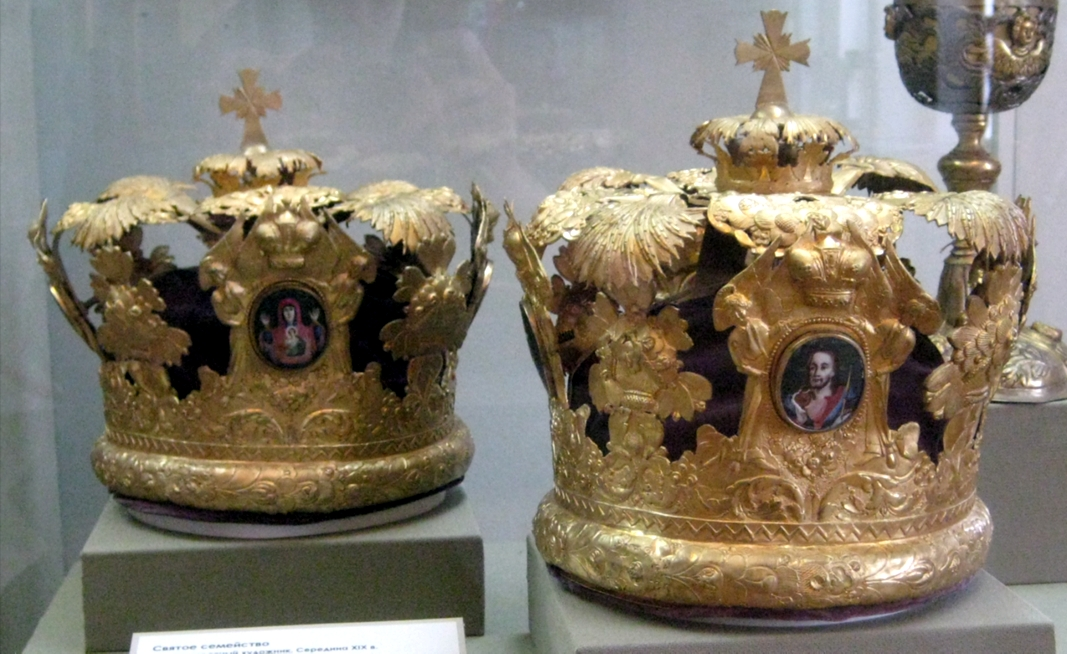
新郎新婦が戴冠礼儀に用いる冠（19世紀ロシア）。右側の冠にはイイスス・ハリストス（イエス・キリスト）のイコンがあり、左側の冠には生神女マリヤのイコンがある。ギリシャ正教会などではより簡素な冠が用いられる。

冠は新約聖書において「死に打ち克つ」徴とされる（コリンフ（コリント）前書9:24 - 25）。聖金口イオアンは、結婚の冠を、汚辱と死をもたらす無秩序な性欲に打ち勝つ徴とみている（『ティモフェイ書講解』1の9）。また、「正義に対する成聖と永遠の報酬」ともされる（ティモフェイ後書（テモテへの手紙二）4:7 - 8、ペトル前書（ペトロの手紙一）5:4）。
冠はこのような栄冠であると同時に、苦悩の象徴でもある。新婚の愉楽だけでなく、その後の夫婦生活の悲しみや苦悩の分かち合いを表し、瞬時の激情ではなく、互いに命をかけ合う心構えを基にして強く結びつくべきことが示される。
戴冠礼儀におけるポロキメンには、第20聖詠（詩篇第21篇）3節から4節が引用される。
「爾は純金の冠をその首（こうべ）に冠らせり（こうむらせり）、彼ら生命（いのち）を爾に願ひしに、爾これを賜へり。」「（句）爾は彼らに幸福を世々に賜ひ、爾が顔（かんばせ）の歓びにて彼らを楽しませり。」
この歌は、王と王妃の荘重な神の光栄の讃歌である。
冠の形状については、ロシア系伝統にある諸教会（ロシア正教会、アメリカ正教会、日本正教会など）では、華やかな金属製の冠が多くみられるほか、冠を自分で被るのではなく付添い人に持ってもらう形式のものが多く見られる（自分で被る形式のものもある）。他方、ギリシャ系の伝統にある諸教会（ギリシャ正教会、およびアンティオキア総主教庁系など）では、簡素な冠をリボンで結びつけたものを、新郎新婦が直接被る形式のものがみられる。

#### 聖書誦読・奉読
エフェス書5:20 - 33と、イオアン（ヨハネ）福音2:1 - 11が詠まれる。
エフェス書の誦読の重要点は、主のからだである教会とイイスス・ハリストス（イエス・キリスト）の体合であり、夫と妻との間柄を完全無欠の理想像として捉えているところにあると解される。
イオアン福音は、ガリラヤのカナの婚宴の箇所のものであり、イイススと生神女マリヤが招きに応じていたことが書かれていることから、結婚の清らかさを示すこと、さらに、水が葡萄酒に変わった奇蹟は、古い物から新しい物への変容、死から生命へと過ぎ越すことを意味しているとされる。

#### 天主経・相愛の杯（葡萄酒）
増連祷、天主経のあと、新郎新婦は司祭の持つ杯から3度ずつ、葡萄酒を飲み交わす。これを「相愛の杯」（あいあいのさかずき）という。
これはかつて戴冠礼儀が聖体礼儀の中で行われていたことの名残であり、領聖の名残である。婚配機密と聖体機密（領聖）とに密接な結び付きがあることが想起される。
また、終生、苦楽を共にすることを表すともされる。

##### 聖体機密との関係
古くは、正教会においては婚配機密は聖体機密（聖体礼儀）との結びつきで行われており、現代の正教会においても、婚配と聖体機密との結び付きが強調される。聖体礼儀と婚配機密が別個に行われるようになり現代に至る形式が整ったのは東ローマ帝国時代、10世紀・11世紀以降のことである。
戴冠礼儀において、葡萄酒を新郎新婦が三回飲み交わす儀礼（相愛の杯）が含まれているのは、聖体礼儀とともに婚配機密が行われていたことの名残である。2世紀のテルトゥリアヌスは「（結婚は）教会でまとめられ、聖体機密（領聖）によって固められ、祝福によって印証され、神使によって天上で記憶される」と述べている。この事は、夫婦が聖体機密に与りつつ日々を過ごしていく事の意義と合わせて説明される。

#### 聖卓をまわる行進

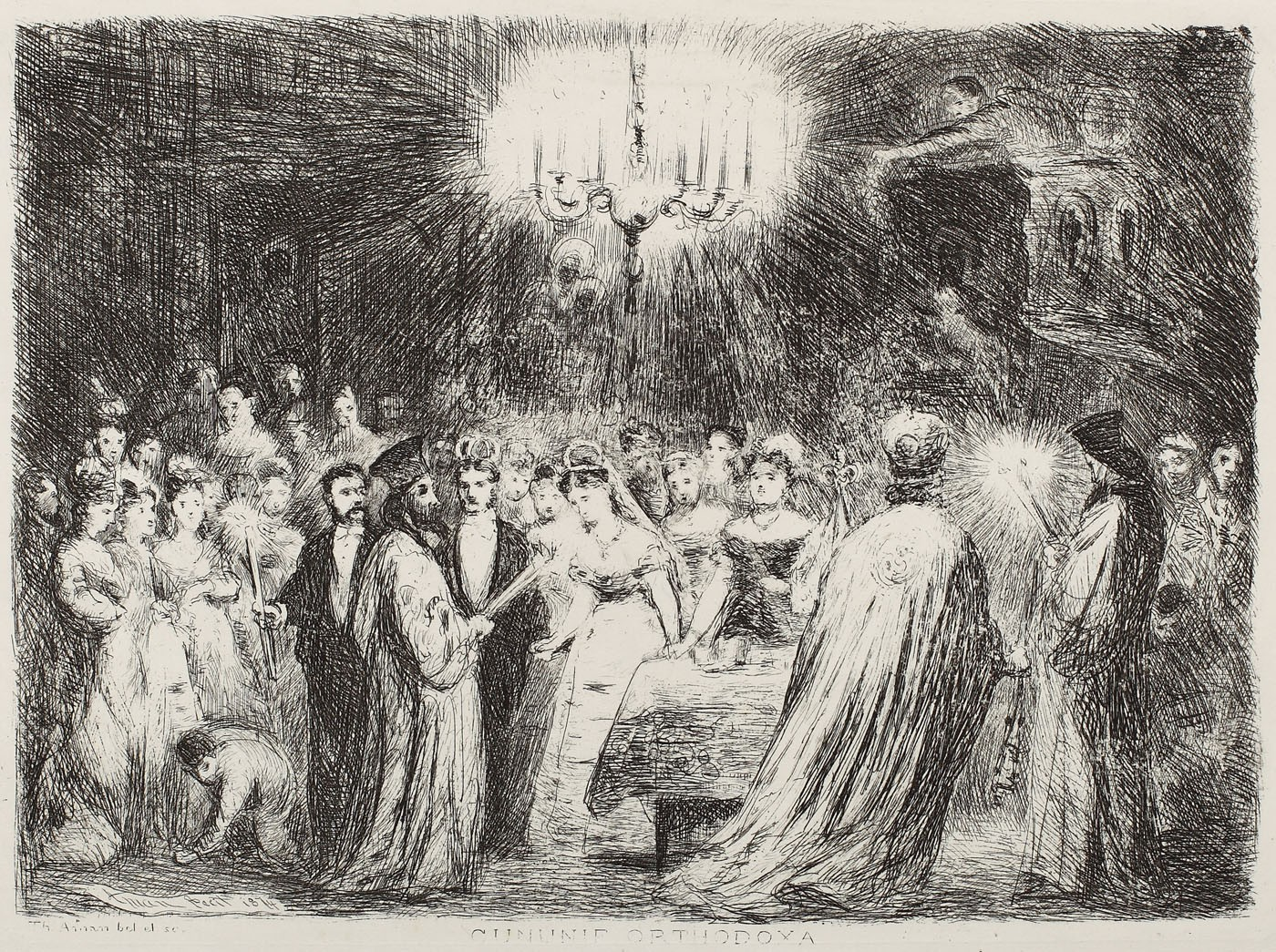
婚配機密の、聖卓をまわる行進の場面を描いた絵画（Theodor Aman、1874年ルーマニア）

相愛の杯の後、司祭は新郎新婦の手をとり、三回聖卓の周りをまわる行進を行う。
結婚指輪と同様、円形は永遠性の象徴であり、永久に互いを委ね合う結婚を強調するものである。
聖致命者の讃詞が歌われるのは、夫婦生活において夫婦が分かち合うべき苦しみと十字架を象徴している。婚姻は愉楽だけでなく苦悩の分かち合いでもあり、その十字架の重みがここにも表されている。ハリストス（キリスト）が四方の隅石となってはじめて、家族が砂上の楼閣ではなく、強固な礎の上に建てられた家となるとされる。

#### 脱冠・終結
古くは新郎新婦は、結婚式後の8日間にわたって冠を着用していたが、現代では戴冠礼儀末尾に脱冠祝文（だっかんしゅくぶん）を以て外される。
脱冠祝文の後、神が二人を幾年にも守るよう願い、「幾年も」が歌われて終結する。

## 聖職者の妻帯
正教会においては、神品 (正教会の聖職)のうち司祭・輔祭は、叙聖される前であれば婚配機密を受けて妻帯することが出来る。
聖職者が結婚することについては、ティモフェイ前書（テモテへの手紙一）3:2 - 4が根拠として挙げられ、教会を導く職務にあたって正常であると考えられている。また公会議での決定事項として叙聖前に婚配が限定されることについては、成熟と安定が聖職者の条件として考慮されていることなどが理由として挙げられる。なお死別であっても神品には再婚は許されない。
神品のうち主教については、古くは妻帯者も存在したが、第六全地公会で修道士から主教が選ばれるように定められて以降、正教会の主教には修道士が就任することとなっている（修道士である以上もちろん独身である）。
ただし結婚歴のある主教は珍しくない。妻帯司祭であったが、妻と死別してしばらく経ってのちに修道院に入った修道司祭が主教に選ばれるケースや、妻帯司祭が妻との同意のもとに夫婦で別々の修道院に入り、そろって修道士となったのちに夫であった修道司祭が主教に選ばれるケースなどがある。